# Смоленськ (спортивний клуб)
«Смоленськ» (рос. СК «Смоленск») — колишній російський аматорський футбольний клуб з Смоленська. Деякий час був фарм-клубом «Дніпра» (Смоленськ).

## Історія
Брав участь у першості ЛФЛ «Чорнозем'я». 2010 року був заявлений як дублюючий клуб «Дніпра» (Смоленськ), змінивши при цьому назву з СК «Смоленськ» на ФК «Дніпро-2-Смоленськ».
2011 року знову став самостійним футбольним клубом з колишньою назвою. У травні 2012 року, через фінансові труднощі СК «Смоленськ» оголосив про зняття з першості ЛФЛ «Чорнозем'я».

## Результати
| Рік  | Змагання           | Місце | І  | В  | Н | П  | М     | Тренер         | Примітки                                                   |
| ---- | ------------------ | ----- | -- | -- | - | -- | ----- | -------------- | ---------------------------------------------------------- |
| 2008 | ЛФЛ — «Чорнозем'я» | 8     | 34 | 13 | 9 | 12 | 49-52 | Ігор Беланович |                                                            |
| 2009 | ЛФЛ — «Чорнозем'я» | 3     | 24 | 13 | 4 | 7  | 45-33 | Ігор Беланович |                                                            |
| 2010 | ЛФЛ — «Чорнозем'я» | 10    | 22 | 4  | 5 | 13 | 20-35 | Ігор Беланович | СК «Смоленськ» виступав під назвою ФК «Дніпро-2-Смоленськ» |
| 2011 | ЛФЛ — «Чорнозем'я» | 7-9   | 42 | 19 | 8 | 14 | 74-59 | Сергій Гунько  | СК «Смоленськ» знявся з першості через фінансові проблеми. |